# 勒朗·艾利斯
勒罗恩·佩里·埃利斯（英語：LeRon Perry Ellis，1969年4月28日—），美国NBA联盟前职业篮球运动员。他在1991年的NBA选秀中第1轮第22顺位被洛杉矶快船选中。